# Растелица
Растелица је село у општини Куршумлија у Топличком округу. Према попису из 2022. било је 5 становника, док према попису из 2002. није било становника.
Ово село је на административној линији са Косовом и Метохијом. У периоду од 1999. до 2001. године је ово село било у такозваној копненој зони безбедности, демилитаризованом појасу ширине 5 км. Поред спонтаног процеса старења и депопулације, настала безбедносна ситуација је изазвала да се преостали српски живаљ исели.
Тврди се да се 2005. године вратила једна старачка породица и да најмлађи становник има 63 године.

## Демографија
У селу Растелица нема више становника нити домаћинстава.
Ово насеље од 50-их година 20. века има константан пад броја становника и према попису из 2002. године је угашено.
|  |

| Демографија--- | Демографија--- | Демографија--- |
| Година         | Становника     | Становника     |
| -------------- | -------------- | -------------- |
| 1948.          | 82             |                |
| 1953.          | 88             |                |
| 1961.          | 76             |                |
| 1971.          | 45             |                |
| 1981.          | 23             |                |
| 1991.          | 13             | 13             |
| 2002.          | 0              | 0              |
| 2011.          | 3              |                |

| Година пописа     | 1948. | 1953. | 1961. | 1971. | 1981. | 1991. | 2002. |
| ----------------- | ----- | ----- | ----- | ----- | ----- | ----- | ----- |
| Број домаћинстава | 8     | 8     | 11    | 7     | 7     | 5     | 0     |

| Број чланова      | 1 | 2 | 3 | 4 | 5 | 6 | 7 | 8 | 9 | 10 и више | Просек |
| ----------------- | - | - | - | - | - | - | - | - | - | --------- | ------ |
| Број домаћинстава | 0 | 0 | 0 | 0 | 0 | 0 | 0 | 0 | 0 | 0         | 0      |